# ميكي فان دير هارت
ميكي فان دير هارت (بالهولندية: Mickey van der Hart)‏ (13 يونيو 1994 بأمستلفين في هولندا - ) هو لاعب كرة قدم هولندي في مركز حراسة المرمى. شارك مع منتخب هولندا تحت 19 سنة لكرة القدم ومنتخب هولندا تحت 21 سنة لكرة القدم. أما مع النوادي، فقد لعب مع أياكس أمستردام وبي إي سي زفوله وغو أهد إيغلز وشباب أياكس.

## روابط خارجية
- ميكي فان دير هارت على موقع قاعدة بيانات كرة القدم.إي يو (الإنجليزية)
- ميكي فان دير هارت على موقع Soccerway.com (الإنجليزية)
- ميكي فان دير هارت على موقع عالم كرة القدم.نت (الإنجليزية)
- ميكي فان دير هارت على موقع AS.com (الإسبانية)